# Bauhinia burchellii
Bauhinia burchellii är en ärtväxtart som beskrevs av George Bentham. Bauhinia burchellii ingår i släktet Bauhinia och familjen ärtväxter. Inga underarter finns listade i Catalogue of Life.